# 吳清基
吳清基（1951年6月15日—），臺灣學者，生於臺南市佳里區，現任國立臺灣師範大學教育學系名譽教授、臺灣教育大學系統總校長、兩岸現代職業教育協會理事長、龍華科技大學校務諮詢顧問、稻江科技暨管理學院校務顧問、淡江大學教育政策與領導研究所講座教授、國立屏東科技大學終身講座教授、中國國民黨中央評議委員會主席團主席、中國文化大學董事。曾任教育部技職司長、常務次長、政務次長、臺北市政府教育局局長、臺北市副市長、教育部部長等職。

## 生平
2001年曾代表中國國民黨與民主進步黨提名的蘇煥智競選台南縣縣長，結果以44.5%的得票率落敗，後將選舉補助款聯同親友募款約一千萬，以母親的名義成立獎學金。
2002年獲頒國立臺灣師範大學第2屆傑出校友。
在馬英九臺北市長任內擔任教育局長，外界大多視吳為馬團隊的一員。2006年郝龍斌當選市長，吳留任於臺北市政府，並在大臺北地區「一綱一本」、「北北基聯測」政策中扮演重要角色。
在馬英九總統任內於2009年9月10日出任教育部長。
2010年，曾被指控施壓專案小組，通過王曉波提議的課綱調整案。後在立法院受質詢時，宣誓不會改變台灣史獨立成冊的方針。
2010年，吳清基為落實傳統核心價值之家庭倫理與品德教育，倡導家庭世代互動共學，並喚起各界對於親情、孝道及敬老尊賢倫理道德之重視，教育部訂定每年8月29日為「祖父母節」。
2010年，吳清基恢復自民國89年停辦的教育部師鐸獎。
2011年，因首次北北基聯測造成「高分低就」、「改分發」、「錄取分數大亂大降」等爭議，教育部宣布停辦北北基聯測。
2017年，吳清基出席黃昆輝教育基金會成立大會時表示，黃昆輝和郭為藩是他的恩師，如果沒有黃昆輝教授，就沒有吳清基教育部長，師鐸獎是黃昆輝創辦，他任教長時恢復師鐸獎，黃昆輝也推動老師考績和公務員考績脫勾，因為沒有家長希望孩子被二等老師教到，另也大力推動老師在職進修，使50％以上高國中小老師具碩士學位，打造出高水準的台灣師資。
2017年，獲頒中華民國斐陶斐榮譽學會第22屆「傑出成就獎」。
2021年，擔任中國文化大學董事。

## 政治

### 2001年台南縣長選舉
| 號次 | 黨籍       | 姓名   | 得票    | 得票率 | 當選 |
| ---- | ---------- | ------ | ------- | ------ | ---- |
| 1    | 中國國民黨 | 吳清基 | 236,670 | 44.47% |      |
| 2    | 民主進步黨 | 蘇煥智 | 274,086 | 51.5%  |      |
| 3    | 無黨籍     | 魏耀乾 | 21,479  | 4.04%  |      |

## 著作
- 《教育行政決定理論與實際問題》 （臺北：文景）
- 《塞蒙行政決定理論與教育行政》 （臺北：五南，ISBN 978-957-11-0154-5）
- 《教育與行政》 （臺北：師大師苑，ISBN 978-957-9565-15-8）
- 《教師與進修》 （臺北：師大書苑，ISBN 978-957-8969-58-2）
- 《精緻教育的理念》 （臺北：師大書苑，ISBN 978-957-9617-34-5）
- 《技職教育的轉型與發展-提升國家競爭力的作法》（臺北：師大書苑，ISBN 978-957-496-034-7）
- 《教育行政》 （臺北：五南，ISBN 978-957-11-2314-1）
- 《品格回流：22位校長邀約您一起來重視並實踐品格教育》 （臺北：聯經，ISBN 9570831022）
- 《傳炬-學校體育園丁傳習錄》 （臺北：教育部，ISBN 9789860196689）
- 《教育政策與行政新議題》 （臺北：五南，ISBN 9789571163703）
- 《教育政策與教育行政》 （臺北：五南，ISBN 9789571170237）
- 《雲端時代的師資培育》 （臺北：中華民國師範教育學會，ISBN 9789869005906）
- 《教育政策創新與教育行政發展》 （臺北：五南，ISBN 9789571178271）
- 《教育政策與教育發展》 （臺北：五南，ISBN 9789571183770）
- 《教育政策與教育實務》 （臺北：五南，ISBN 9789571190129）

## 爭議
- 莊國榮表示，十二年國教會做得這麼爛，吳清基擔任教育部長時重用了被杜正勝冷凍的陳益興，當時冷凍的原因是杜正勝認為陳益興的人品能力有大問題，陳益興後來常標榜他叫十二年國教總舵主，而後十二年國教當然出大問題。[14]

- 吳清基長年任職台灣教育大學系統主席達11年，遭監察院要求教育部檢討改進。教育部則表示，已修法規定任期4年、續聘以1次為限[15]。